# 스몰 프라이 (영화)
스몰 프라이(Small Fry)는 미국에서 제작된 앤거스 맥클레인 감독의 2011년 애니메이션 영화이다.

## 목소리 출연
- 팀 앨런
- 톰 행크스
- 조앤 큐잭
- 에스텔 해리스
- 월리스 숀
- 존 래천버거
- 제인 린치
- 티머시 돌턴
- 피터 손
- 토이 스토리 3
- 로리 앨런
- 조시 쿨리
- 제스 하넬
- 카를로스 알라스라키